# Pogonomyrmex
Pogonomyrmex es un género de hormigas (familia Formicidae) que se encuentran principalmente en los desiertos de América del Norte, Central y del Sur, con una sola especie endémica de Haití.

## Descripción
Tienen una estructura llamada "psamoforo" que se usa para coleccionar semillas, arena, guijarros o huevos. Las obreras tienen uno de los venenos más tóxicos de las hormigas.

## Especies
En 2014, hay 69 especies vivientes y un fósil.
- Pogonomyrmex abdominalis Santschi, 1929
- Pogonomyrmex andinus Kusnezov, 1951
- Pogonomyrmex anergismus Cole, 1954
- Pogonomyrmex angustus Mayr, 1870
- Pogonomyrmex anzensis Cole, 1968
- Pogonomyrmex apache Wheeler, 1902
- Pogonomyrmex atratus Santschi, 1922
- Pogonomyrmex badius (Latreille, 1802)
- Pogonomyrmex barbatus (Smith, 1858)
- Pogonomyrmex bicolor Cole, 1968
- Pogonomyrmex bigbendensis Francke & Merickel, 1982
- Pogonomyrmex bispinosus (Spinola, 1851)
- Pogonomyrmex brevibarbis Emery, 1906
- Pogonomyrmex brevispinosus Cole, 1968
- Pogonomyrmex bruchi Forel, 1913
- Pogonomyrmex californicus (Buckley, 1866)
- Pogonomyrmex carbonarius Mayr, 1868
- Pogonomyrmex catanlilensis Gallardo, 1931
- Pogonomyrmex coarctatus Mayr, 1868
- Pogonomyrmex colei Snelling, 1982
- Pogonomyrmex comanche Wheeler, 1902
- Pogonomyrmex cunicularius Mayr, 1887
- Pogonomyrmex desertorum Wheeler, 1902
- †Pogonomyrmex fossilis Carpenter, 1930
- Pogonomyrmex guatemaltecus Wheeler, 1914
- Pogonomyrmex hoelldobleri Johnson, Overson & Moreau, 2013[4]
- Pogonomyrmex huachucanus Wheeler, 1914
- Pogonomyrmex humerotumidus Vásquez-Bolaños & Mackay, 2004
- Pogonomyrmex imberbiculus Wheeler, 1902
- Pogonomyrmex inermis Forel, 1914
- Pogonomyrmex kusnezovi Cuezzo & Claver, 2009[5]
- Pogonomyrmex laevigatus Santschi, 1921
- Pogonomyrmex laevinodis Snelling, 1982
- Pogonomyrmex laticeps Santschi, 1922
- Pogonomyrmex lobatus Santschi, 1921
- Pogonomyrmex longibarbis Gallardo, 1931
- Pogonomyrmex magnacanthus Cole, 1968
- Pogonomyrmex marcusi Kusnezov, 1951
- Pogonomyrmex maricopa Wheeler, 1914
- Pogonomyrmex mayri Forel, 1899
- Pogonomyrmex mendozanus Cuezzo & Claver, 2009[5]
- Pogonomyrmex meridionalis Kusnezov, 1951
- Pogonomyrmex micans Forel, 1914
- Pogonomyrmex mohavensis Johnson & Overson, 2009[6]
- Pogonomyrmex montanus MacKay, 1980
- Pogonomyrmex naegelii Emery, 1878
- Pogonomyrmex occidentalis (Cresson, 1865)
- Pogonomyrmex odoratus Kusnezov, 1949
- Pogonomyrmex pima Wheeler, 1909
- Pogonomyrmex pronotalis Santschi, 1922
- Pogonomyrmex rastratus Mayr, 1868
- Pogonomyrmex rugosus Emery, 1895
- Pogonomyrmex salinus Olsen, 1934
- Pogonomyrmex saucius Wheeler & Mann, 1914
- Pogonomyrmex schmitti Forel, 1901
- Pogonomyrmex snellingi Taber, 1998
- Pogonomyrmex stefani Lattke, 2006[7]
- Pogonomyrmex striatinodus Fernández & Palacio, 1998
- Pogonomyrmex subdentatus Mayr, 1870
- Pogonomyrmex subnitidus Emery, 1895
- Pogonomyrmex sylvestris Lattke, 1991
- Pogonomyrmex tenuipubens Santschi, 1936
- Pogonomyrmex tenuispinus Forel, 1914
- Pogonomyrmex texanus Francke & Merickel, 1982
- Pogonomyrmex theresiae Forel, 1899
- Pogonomyrmex uruguayensis Mayr, 1887
- Pogonomyrmex variabilis Santschi, 1916
- Pogonomyrmex vermiculatus Emery, 1906
- Pogonomyrmex wheeleri Olsen, 1934

## Galería

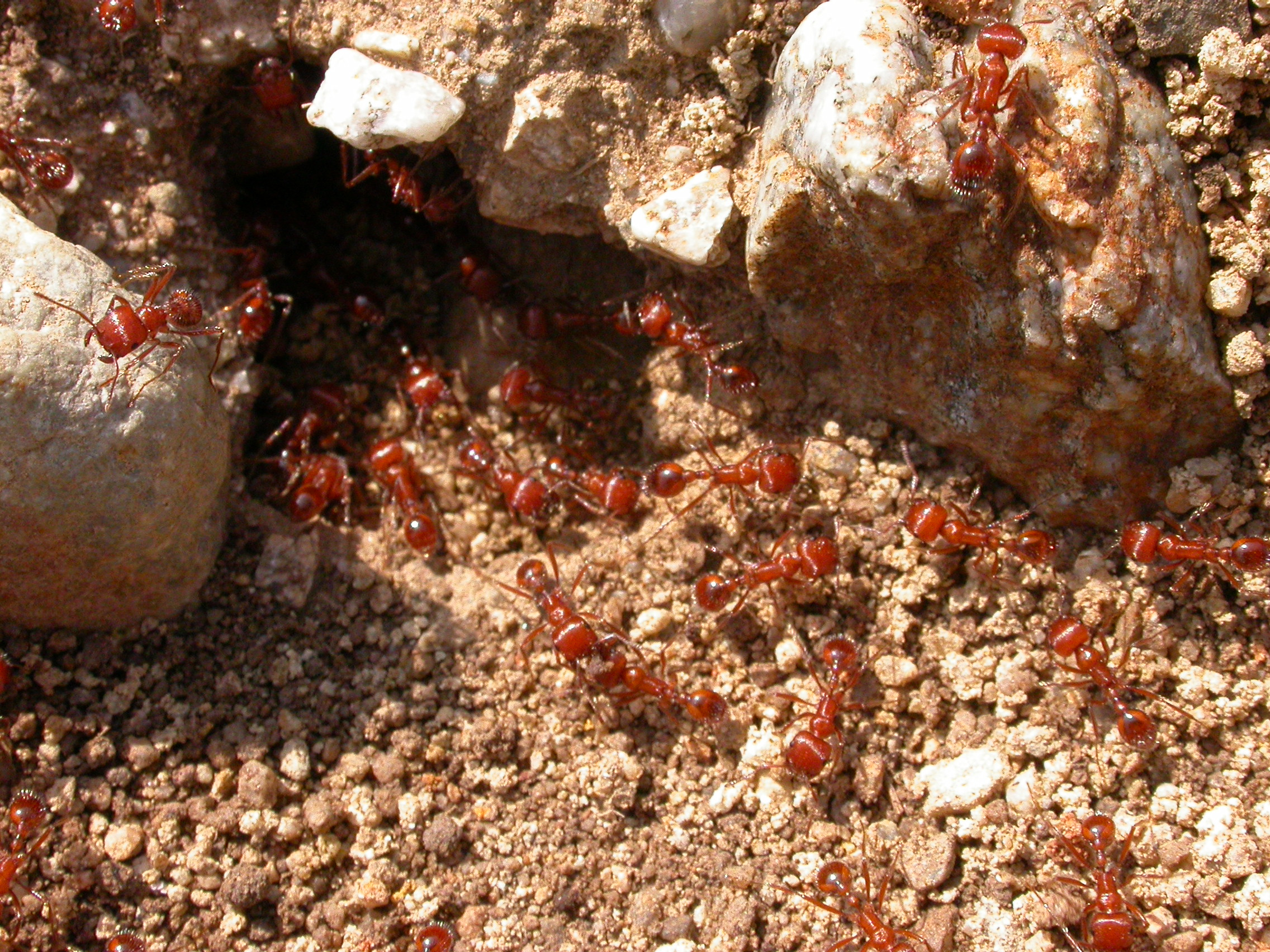
P. californicus
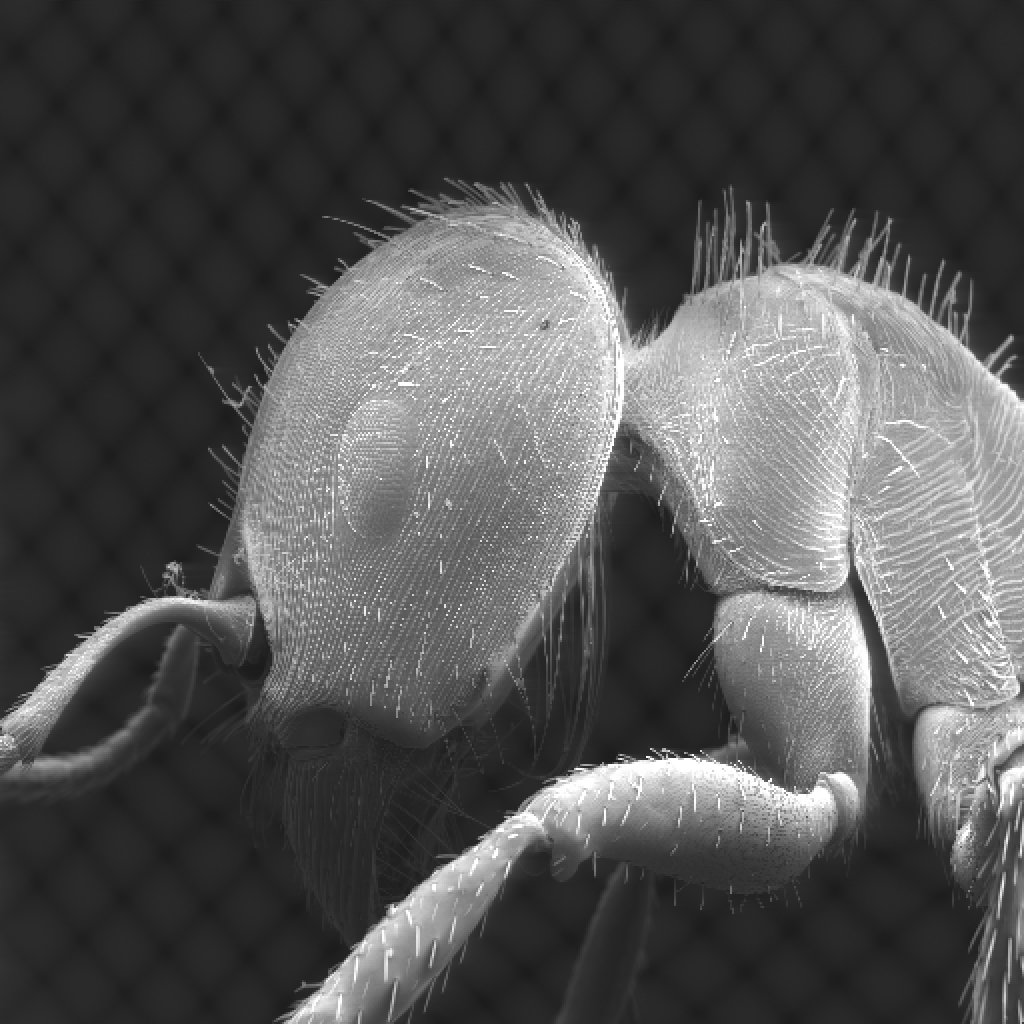
P. barbatus con psammoforo visible
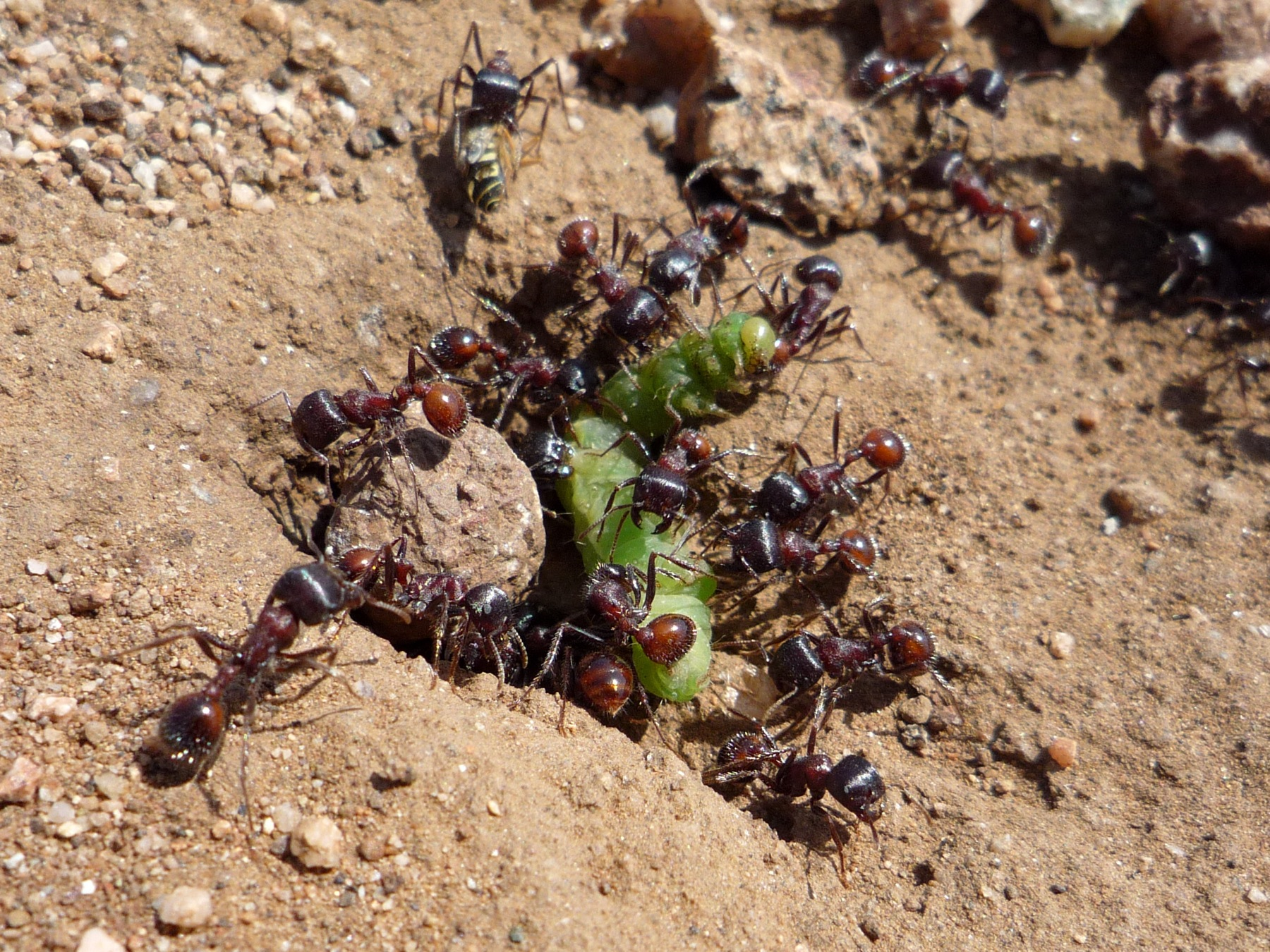
Pogonomyrmex cosechando alimento
Larvas de P. barbatus